# ヴィクター&ロルフ
ヴィクター&ロルフ（Viktor & Rolf）は、オランダのアムステルダムに拠点を置くファッションブランドである。同社は、ヴィクター・ホスティンとロルフ・スノランによるデザイナーデュオによって創設された。

## デザイナー
- ヴィクター・ホスティン(ホルスティング)（Viktor Horsting、1969年5月27日 - ）

イスラエル生まれ。
- ロルフ・スノラン(スヌーレ)（Rolf Snoeren、1969年12月19日 - ）

オランダ生まれ。
備考
- 2人とも彼らがデザインした眼鏡をかけ、双子のような顔立ちである。

## 来歴

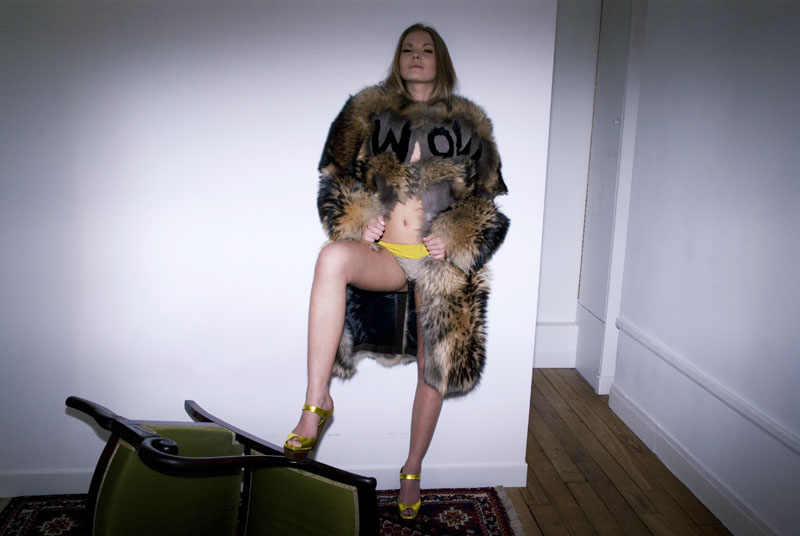
2008年の秋冬コレクションから

ヴィクターとロルフはオランダのアーネム芸術アカデミーで知り合った。卒業後に両者はパートナーとなり、1993年に活動の場をパリに移した。最初のコレクション『イエール』を発表し、新人デザイナーコンテストでプレス賞、レディース賞、最優秀賞の3つの賞を獲得した。2001年の秋冬コレクションは服も顔も手足も真っ黒なモデルを登場させ、自身も黒尽くめで挨拶したり、2005年にはブロードウェイのショーのように舞台で早変わりをしてみせたりした。2003年秋冬コレクションでメンズライン『ムッシュ』を発表。2006年にH&M、2007年から2008年にかけてアレグリとコラボレーションを展開。2008年にディーゼルのレンツォ・ロッソ率いるファッショングループが投資し、経営上の参加に入る。
2009年春夏コレクションにサムソナイトとのコラボレーションで、「サムソナイト・ブラックレーベル by ヴィクター&ロルフ」を展開。通常のキャットウォークショーではなく、オンラインでコレクションを発表した。
オランダのヨハン・フリーゾ王子の結婚式で、メイベル妃の着た大きなリボンをデザインしたウェディング・ドレスは彼らの作品である。

## 公式サイト
- 公式ウェブサイト
- VIKTOR & ROLF – Fashion Model Directory
- Viktor & Rolf in the Fashion Model Directory